# Albula neoguinaica
Albula neoguinaica is een  straalvinnige vissensoort uit de familie van gratenvissen (Albulidae). De wetenschappelijke naam van de soort is voor het eerst geldig gepubliceerd in 1847 door Valenciennes.